# Чамкьой
Чамкьой или Христо Ботев от 1914 до 1920 г. (на гръцки: Δαδιά, Дадя́) е село в Западна Тракия, Гърция в дем Софлу с 546 жители (2011).

## География
Селото е разположено на тринадесет километра югозападно от Софлу. То се намира в западния край на Долномаришката низина, в подножието на гористи хълмове. Горите край Чамкьой са известен природен резерват,
в който намират убежище застрашени видове грабливи птици, включително царския орел (Aquila heliaca) и малкия креслив орел (Aquila pomarina).

## Име
Името на селото произлиза от тур. çam (бор) и köy (село), в превод Борово село. През май 1914 г. жителите на селото го прекръщават на името на поета-революционер Христо Ботев. То запазва това си име до предаването на областта под гръцки контрол през май 1920 г.

## История
В XIX век Чамкьой е българско село във Ференската кааза в Одринския вилает на Османската империя. Според „Етнография на вилаетите Адрианопол, Монастир и Салоника“, издадена в Константинопол в 1878 година и отразяваща статистиката на населението от 1873 година, Чамкьой (Tchamkeui) има 130 домакинства и 632 жители българи.
Чамкьой е старинно българско селище, съществувало още от средните векове. То е било под върховенството на Цариградската патриаршия. Попаднало под влиянието на съседния гръцки манастир, то остава настрани от духа на българското Възраждане,
поради което до 1912 г. населението му е полупогърчено и говори български език с гръцки примеси. Гръцкият език не е могъл да се наложи в Чамкьой напълно само поради сравнителната изолираност на селото в планината и консервативността на
населението му
. През август 1913 г., след края на Междусъюзническата война, дотогавашните му жители се изселват заедно с окупиралите областта гръцки войски.
На тяхно място през пролетта на 1914 г. са заселени българи от солунските села Бугариево и Коритени, както и от малоазийските села Аладжабаир, Тьойбелен, Кубаш, Ташкеси и Коджабунар, с което селото запазва изцяло български облик чак до 1920 г.
Населението му при преброяването през март 1920 г., извършено от френските окупационни власти, е 854 души.